# Kirjat Je'arim
Kirjat Je'arim (hebrejsky קִרְיַת יְעָרִים‎, doslova „Město Lesů“, v oficiálním přepisu do angličtiny Qiryat Ye'arim, přepisováno též Kiryat Ye'arim) je místní rada (malé město) v Izraeli, v Jeruzalémském distriktu.

## Geografie
Leží v Judských horách v nadmořské výšce 723 metrů, 10 kilometrů západně od Jeruzaléma. Nachází se na terénním hřbetu, který jižně od obce prudce spadá do údolí vádí Nachal Ksalon a na severu obdobně do údolí vádí Nachal Jitla, na jehož protější straně se zvedá hora Har Haruach.
Město je na dopravní síť napojeno pomocí lokální silnice číslo 425, která ústí na jižním okraji obce do dálnice číslo 1 z Tel Avivu do Jeruzaléma.
Osídlení v této oblasti je převážně židovské, ale s Kirjat Je'arim na východní straně sousedí arabské město Abú Ghoš.

## Dějiny
Kirjat Je'arim je pojmenováno po městu zmíněném v Bibli v souvislosti s králem Davidem a archou úmluvy. Podle Bible zde archa byla po dvacet let a poté ji David nechal přenést do Jeruzaléma. Někteří věří, že nedaleký tel je pozůstatkem tohoto biblického města. Podle jiné teorie je tímto biblickým městem současný Abú Ghoš.
Město bylo založeno roku 1975. Zbudovala ho skupina chasidů z USA a původně ho pojmenovala Kirjat Telez-Stone (podle filantropa Irvinga Stonea, který přispěl na výstavbu obce). Status místní rady získala obec roku 1992.
V roce 2010 média referovala o sporech ohledně plánů na výrazné stavební rozšíření města. Vedení obce totiž zamýšlelo provést v Kirjat Je'arim masivní bytovou výstavbu a zvýšit počet zdejších obyvatel na 20 000. Kvůli tomu požadovalo rozšířit katastr města o 519 dunamů (51,9 hektarů) v prostoru podél silnice z Abú Ghoš do vesnice Neve Ilan. Představitelé Abú Ghoš i židovských vesnic v regionu a environmentalisté proti plánu protestovali, mnoho z nich i kvůli obavám z konfliktů s ultraortodoxními Židy.

## Demografie
Podle údajů z roku 2014 tvořili naprostou většinu obyvatel Židé (včetně statistické kategorie "ostatní", která zahrnuje nearabské obyvatele židovského původu ale bez formální příslušnosti k židovskému náboženství). Obyvatelé jsou téměř výlučně Charedim (ultraortodoxní Židé), mnoho z nich imigranti ze Severní Ameriky, Evropy či Jižní Afriky.
Jde o menší obec městského typu s dlouhodobě rostoucí populací. K 31. prosinci 2014 zde žilo 3801 lidí. Během roku 2014 stoupla populace o 2,7 %.